# Mujeres en campos de CTIM

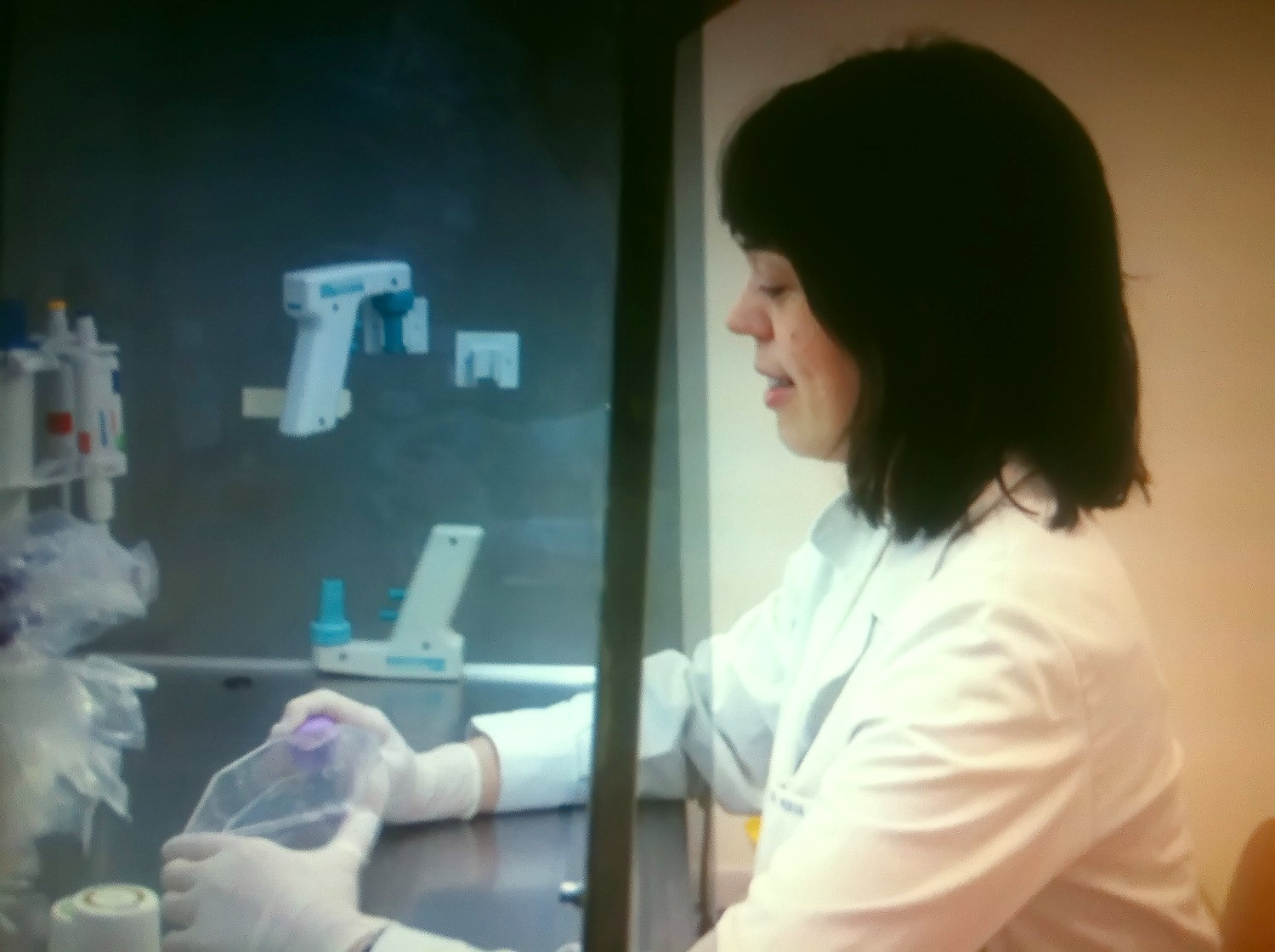
La bioquímica Ainhoa Murua Ugarte trabajando en su laboratorio.

Muchos académicos y formuladores de políticas han señalado que los campos de la ciencia, tecnología, ingeniería y matemáticas (CTIM) se han mantenido predominantemente masculinos con una participación históricamente baja de mujeres desde los orígenes de estos campos durante la Ilustración. 
Los académicos están explorando las  razones para la  existencia de esta disparidad de género en los campos de CTIM. Aquellos que ven esta disparidad como resultado de fuerzas discriminatorias también están buscando formas de corregir esta disparidad dentro de los campos de CTIM (estos generalmente se interpretan como profesiones de alto estatus bien compensadas con un atractivo profesional universal).

## Historia
La participación de las mujeres en ciencia, tecnología e ingeniería ha sido históricamente limitaday en gran medida pasada por alto. Esta tendencia persistió con pocas excepciones hasta que comenzaron a producirse cambios significativos alrededor de la década de 1970. Los académicos han examinado varios factores que contribuyen a estas limitaciones, incluidos los arraigados roles de género, el sexismoy las diferencias de género en la personalidad. Además, los historiadores de la ciencia han hecho esfuerzos para revelar las contribuciones pasadas por alto de las mujeres.
El término CTIM se utilizó por primera vez en 2001, principalmente en relación con la elección de la educación y la carrera profesional. Si bien los diferentes campos CTIM tienen historias distintas, la participación de las mujeres, aunque limitada, se ha observado a lo largo de la historia. La ciencia, la protociencia y las matemáticas se han practicado desde la antigüedad, y durante este tiempo las mujeres han contribuido en campos como la medicina, la botánica, la astronomía, el álgebra y la geometría. En la Edad Media en Europa y el Medio Oriente, los monasterios cristianos y las madrasas islámicas fueron lugares donde las mujeres podían trabajar en temas como las matemáticas y el estudio de la naturaleza.
Las universidades en la tradición cristiana comenzaron como lugares de educación para el clero profesional, donde no se permitía la presencia de mujeres, y esta práctica de excluir a las mujeres continuó incluso después de que las misiones de las universidades se ampliaran. Dado que generalmente se les prohibía a las mujeres acceder a la educación superior formal hasta finales del siglo XIX, les resultaba muy difícil ingresar a disciplinas especializadas.
El desarrollo de la tecnología industrial estuvo dominado por hombres, y los primeros logros técnicos, como la invención de la máquina de vapor, se debieron principalmente a hombres. Sin embargo, existen muchos ejemplos de contribuciones de mujeres a la ingeniería.
Inicialmente, un "computador" era una persona que realizaba cálculos, que frecuentemente era una mujer. Trabajar como computador requería meticulosidad, precisión y rapidez. Algunas mujeres que inicialmente trabajaban como computadoras humanas luego avanzaron desde la realización de cálculos más simples hacia niveles más altos de trabajo, donde especificaban tareas y analizaban resultados.
Las tasas de participación de las mujeres en los campos CTIM comenzaron a aumentar notablemente en las décadas de 1970 y 1980. Algunos campos, como la biotecnología, ahora cuentan con casi un 50% de participación de mujeres.

## Desequilibrio de género en los campos de CTIM

Según los resultados de PISA 2015, el 4.8% de los niños y el 0.4% de las niñas esperan una carrera en TIC.

Los estudios sugieren que muchos factores contribuyen a las actitudes hacia el logro de los hombres jóvenes en matemáticas y ciencias, incluido el estímulo de los padres, las interacciones con los maestros de matemáticas y ciencias, el contenido del plan de estudios, las experiencias prácticas de laboratorio, el logro de la escuela secundaria en matemáticas y ciencias, y recursos disponibles en casa. En los Estados Unidos, los resultados de la investigación son mixtos sobre cuándo divergen las actitudes de los niños y las niñas sobre las matemáticas y las ciencias. Analizando varios estudios longitudinales representativos a nivel nacional, un investigador encontró pocas diferencias en las actitudes de las niñas y los niños hacia la ciencia en los primeros años de la escuela secundaria. Las aspiraciones de los estudiantes de seguir carreras en matemáticas y ciencias influyen tanto en los cursos que eligen tomar en esas áreas como en el nivel de esfuerzo que realizan en estos cursos. 
Un estudio de 1996 en EE. UU. Sugirió que las niñas comienzan a perder la confianza en sí mismas en la escuela secundaria porque creen que los hombres poseen más inteligencia en los campos tecnológicos. El hecho de que los hombres superen a las mujeres en el análisis espacial, un conjunto de habilidades que muchos profesionales de la ingeniería consideran vitales, genera este concepto erróneo. Las académicas feministas postulan que los niños tienen más probabilidades de adquirir habilidades espaciales fuera del aula porque se les anima cultural y socialmente a construir y trabajar con sus manos. La investigación muestra que las niñas pueden desarrollar estas mismas habilidades con la misma forma de entrenamiento.
En el nivel postsecundario, las mujeres tienen menos probabilidades que los hombres de obtener un título en matemáticas, ciencias físicas o ciencias de la computación e ingeniería. La excepción a este desequilibrio de género se encuentra en el campo de las ciencias de la vida.
Las mujeres graduadas universitarias ganaron menos en promedio que los graduados universitarios varones, a pesar de que compartieron el crecimiento de las ganancias de todos los graduados universitarios en la década de 1980. Algunas de las diferencias salariales están relacionadas con las diferencias en las ocupaciones de mujeres y hombres. Entre los beneficiarios recientes de la licenciatura en ciencias e ingeniería, las mujeres tenían menos probabilidades que los hombres de ser empleadas en ocupaciones de ciencias e ingeniería. Sigue habiendo una brecha salarial entre hombres y mujeres en puestos científicos comparables. Entre los científicos e ingenieros más experimentados, la brecha de género en los salarios es mayor que la de los recién graduados. Los salarios son más altos en matemáticas, ciencias de la computación e ingeniería, que son campos en los que las mujeres no están altamente representadas. En Australia, un estudio realizado por la Oficina de Estadística de Australia ha demostrado que la brecha salarial de género actual entre hombres y mujeres en los campos de CTIM en Australia es del 30,1 por ciento a partir de 2013, lo que representa un aumento del 3 por ciento desde 2012. Además, de acuerdo con un estudio realizado por Moss, cuando se les pidió a los miembros de la facultad de las principales instituciones de investigación en los Estados Unidos que reclutaran estudiantes solicitantes para un puesto de gerente de laboratorio, tanto los hombres como las mujeres calificaron a los solicitantes masculinos como más contratables y competentes. para el puesto, a diferencia de las postulantes que compartían un currículum idéntico con los postulantes masculinos. En el estudio de Moss, los miembros de la facultad estaban dispuestos a dar a los solicitantes varones un salario inicial más alto y oportunidades de orientación profesional.  

### Educación y percepción
El porcentaje de doctorados en los campos de CTIM en los EE. UU. obtenidos por mujeres es de aproximadamente el 42 %, mientras que el porcentaje de doctorados en todos los campos obtenidos por las mujeres es de aproximadamente el 52 %. Los estereotipos y las diferencias educativas pueden conducir a la disminución de las mujeres en los campos de CTIM. Según Thomas Dee, estas diferencias comienzan ya en el tercer grado, y los niños avanzan en matemáticas y ciencias y las niñas avanzan en lectura.

## Representación de mujeres en todo el mundo

Porcentaje de estudiantes que son mujeres en (a) ingeniería, fabricación y construcción y (b) programas de tecnología de la información y la comunicación en educación terciaria, 2017 o el último año

La UNESCO, entre otras agencias, incluida la Comisión Europea y la Asociación de Academias y Sociedades de Ciencias de Asia (AASSA), se han expresado sobre la representación insuficiente de las mujeres en los campos de CTIM a nivel mundial. Informa que, en todo el mundo, el 30 por ciento de los investigadores son mujeres.
A pesar de sus esfuerzos para compilar e interpretar estadísticas comparativas, es necesario tener precaución. Ann Hibner Koblitz ha comentado los obstáculos con respecto a la realización de comparaciones estadísticas significativas entre países:

For a variety of reasons, it is difficult to obtain reliable data on international comparisons of women in STEM fields.  Aggregate figures do not tell us much, especially since terminology describing educational levels, content of majors, job categories, and other markers varies from country to country.

Incluso cuando diferentes países usan las mismas definiciones de términos, la importancia social de las categorías puede diferir considerablemente. Observaciones de Koblitz.

### África
Según las estadísticas de la UNESCO, el 30 % de la fuerza laboral tecnológica subsahariana son mujeres.

### Asia

Proporción de mujeres graduadas en programas de ciencias, en educación terciaria en Asia.

Una hoja informativa publicada por la UNESCO en marzo de 2015  presentó estadísticas mundiales de mujeres en los campos de CTIM, con un enfoque en la región de Asia y el Pacífico. En estas áreas, Asia oriental, el Pacífico, Asia meridional y Asia occidental tuvieron el equilibrio más desigual, con un 20 por ciento de investigadores que son mujeres en cada una de esas subregiones. Mientras tanto, Asia Central tuvo el equilibrio más equitativo en la región, con mujeres que comprenden el 46 por ciento de sus investigadores. Los países de Asia Central, Azerbaiyán y Kazajistán, fueron los únicos países de Asia con mujeres como mayoría de sus investigadores, aunque en ambos casos fue por un margen muy pequeño.
| Países                       | Porcentaje de investigadores que son mujeres. |
| ---------------------------- | --------------------------------------------- |
| Asia Central                 | 46%                                           |
| Mundo                        | 30%                                           |
| Asia meridional y occidental | 20%                                           |
| Asia oriental y el Pacífico  | 20%                                           |

### América Central y del Sur
Casi la mitad de los títulos de doctorado en América Central y del Sur son completados por mujeres (2018). Sin embargo, solo una pequeña minoría está representada en los niveles de toma de decisiones.
Un estudio de 2018 reunió 6.849 artículos publicados en América Latina y descubrió que las investigadoras representaban el 31% de la investigación publicada en 2018, un aumento del 27% en 2002. El mismo estudio también encontró que cuando las mujeres lideran el grupo de investigación, las mujeres contribuyentes publicaron en un 60%, en comparación con cuando los hombres son los líderes y las mujeres  publicaron en un 20%.  
Al observar más de 1,500 artículos relacionados con la botánica publicados en América Latina, un estudio encontró que la participación de mujeres y hombres era igual, ya sea en publicaciones o  liderazgo en organizaciones científicas. Además, las mujeres tenían mayores tasas de publicación en Argentina, Brasil y México en comparación con otros países latinoamericanos a pesar de que la participación era casi la misma en toda la región. Los hombres a menudo son citados en trabajos de investigación y estudios relacionados con las ciencias.  
|                   | 2015    | 2015  | 2016    | 2016  | Cambio en porcentaje | Cambio en porcentaje |
| Área de estudio   | Hombres | Mujer | Hombres | Mujer | Hombres              | Mujer                |
| ----------------- | ------- | ----- | ------- | ----- | -------------------- | -------------------- |
| Ciencias Sociales | 30,7%   | 69,3% | 29,9%   | 70,1% | -0,8%                | + 0.8%               |
| Educación         | 30,2%   | 69,8% | 27,4%   | 72,6% | -2,8%                | + 2.8%               |
| Salud             | 30,4%   | 69,6% | 23,8%   | 76,2% | -6,6%                | + 6.6%               |
| Tecnología        | 81,8%   | 18,2% | 78,2%   | 21,8% | -3,6%                | + 3.6%               |

El estudio concluyó que según los datos (que se muestran en la tabla anterior), las mujeres en Chile que están inscritas en carreras de CTIM tienen una mayor participación en biología y medicina que otras ciencias del campo tecnológico. Después de graduarse, las mujeres constituían el 67.7% de los trabajadores en Ingeniería en Salud y el 59.8% de los trabajadores en Ingeniería Biomédica. Mientras que en otros campos, como la Ingeniería Mecánica o la Ingeniería Eléctrica (los campos más técnicos), los hombres dominaban la fuerza laboral con más del 90% de los trabajadores que eran hombres.  

### Europa
En la Unión Europea, solo el 16,7% de los especialistas en TIC (tecnología de la información y la comunicación) son mujeres. Solo en Rumania y Bulgaria las mujeres tienen más del 25 por ciento de estos roles. La distribución de género es más equilibrada, particularmente en los nuevos Estados miembros cuando se tienen en cuenta los técnicos de TIC (puestos de rango medio y bajo).
En 2012, el porcentaje de mujeres graduadas de doctorado era del 47,3% del total, el 51% de las ciencias sociales, los negocios y el derecho, el 42% de las ciencias, las matemáticas y la informática, y solo el 28% en ingeniería, fabricación y construcción. En el subcampo de computación, solo el 21% de los graduados de doctorado eran mujeres. En 2013, en la UE, en promedio, los hombres científicos e ingenieros constituían el 4,1% de la fuerza laboral total, mientras que las mujeres representaban solo el 2,8%. En más de la mitad de los países, las mujeres representan menos del 45% de los científicos e ingenieros. La situación ha mejorado, ya que entre 2008 y 2011 el número de mujeres entre los científicos e ingenieros empleados aumentó en un promedio de 11.1% por año, mientras que el número de hombres creció solo en un 3.3% durante el mismo período. 
En 2015, en Eslovenia, Portugal, Francia, Suecia, Noruega e Italia, había más niños que niñas tomando cursos avanzados de matemáticas y física en educación secundaria en el Grado 12.
En 2018, la Comisionada Europea para la Economía y la Sociedad Digital, Mariya Gabriel, anunció planes para aumentar la participación de las mujeres en el sector digital desafiando los estereotipos; promoviendo habilidades y educación digital y abogando por más mujeres emprendedoras

### Norteamérica

#### Estados Unidos
Según la National Science Foundation, las mujeres representan el 43 por ciento de la fuerza laboral de los Estados Unidos para científicos e ingenieros menores de 75 años. Para los menores de 29 años, las mujeres representan el 56% de la fuerza laboral de ciencia e ingeniería. De los científicos e ingenieros que buscan empleo, el 50% de los menores de 75 años son mujeres y el 49% de los menores de 29 años son mujeres. Aproximadamente uno de cada siete ingenieros son mujeres. Sin embargo, las mujeres representan el 28% de los trabajadores en ocupaciones de ciencia e ingeniería; no todas las mujeres que reciben capacitación trabajan como científicas o ingenieras. Las mujeres poseen el 58% de las ocupaciones relacionadas con S&E.  
Las mujeres en los campos de CTIM ganan considerablemente menos que los hombres, incluso después de controlar un amplio conjunto de características como la educación y la edad. En promedio, los hombres en trabajos de CTIM ganan $ 36.34 por hora, mientras que las mujeres en trabajos de CTIM ganan $ 31.11 por hora.
| Licenciatura de campo                    | Hombres (%) | Mujer (%) |
| ---------------------------------------- | ----------- | --------- |
| Agricultura / recursos naturales         | 1,8         | 1.3       |
| Arquitectura                             | 1.1         | 0.6       |
| Informática y ciencias de la información | 6,9         | 1,8       |
| Ingeniería / tecnologías de ingeniería   | 13,8        | 3.2       |
| Biología / ciencias biomédicas           | 5.1         | 6.2       |
| Matemáticas / estadística                | 1,5         | 0.8       |
| Ciencias físicas / sociales              | 11,1        | 14,3      |
| Estudios de salud                        | 2.6         | 9,9       |
| Total de CTIM                            | 43,8        | 38,0      |
| Negocio                                  | 22,7        | 17,6      |
| Educación                                | 4.0 4.0     | 11,6      |
| Otro                                     | 29,5        | 32,8      |
| Total no CTIM                            | 56,2        | 62,0      |
| Total de graduados (%)                   | 29,4        | 37,5      |
| Total de graduados (miles)               | 6403.3      | 8062,5    |

Las mujeres dominan el número total de personas con títulos de licenciatura, así como aquellos en los campos de CTIM definidos por el Centro Nacional de Estadísticas de Educación. Sin embargo, están subrepresentados en campos específicos que incluyen Ciencias de la Computación, Ingeniería y Matemáticas. 
Las mujeres asiáticas están sobrerrepresentadas en los campos de CTIM en los EE. UU. (aunque no tanto como los hombres de la misma etnia) en comparación con las mujeres afroamericanas, hispanas, isleñas del Pacífico y nativas americanas. Dentro de la academia, estas mujeres pertenecientes a minorías representan menos del 1% de los puestos de seguimiento de tenencia en las 100 mejores universidades de EE. UU. A pesar de constituir aproximadamente el 13% de la población total de EE. UU. Un estudio de 2015 sugirió que las actitudes hacia la contratación de mujeres en puestos de seguimiento de tenencia de CTIM han mejorado, con una preferencia 2:1 para las mujeres en CTIM después de ajustarse a las mismas calificaciones y estilos de vida (por ejemplo, solteras, casadas, divorciadas).
|                                    | Total   | Total | VÁSTAGO | VÁSTAGO |
| Raza / etnia                       | Hombres | Mujer | Hombres | Mujer   |
| ---------------------------------- | ------- | ----- | ------- | ------- |
| Blanco                             | 1.05    | 1,32  | 1.05    | 1,15    |
| Negro                              | 0,49    | 0,73  | 0,44    | 0,68    |
| Hispano                            | 0,37    | 0,54  | 0,37    | 0,48    |
| asiático                           | 1,85    | 1,94  | 3.12    | 2,61    |
| Isleño del Pacífico                | 0,32    | 0,44  | 0,38    | 0,52    |
| Indio Americano / Nativo de Alaska | 0,32    | 0,46  | 0.27    | 0,44    |
| Otra raza                          | 1.00    | 1,35  | 1,22    | 1,33    |
| Dos o más carreras                 | 0,97    | 1,15  | 1.11    | 1.19    |

#### Canadá
Un estudio de Statistics Canada de 2019 encontró que las mujeres de primer año representan el 44% de los estudiantes de CTIM, en comparación con el 64% de los estudiantes que no son CTIM. Las mujeres que se transfieren de los cursos de CTIM generalmente van a un campo relacionado, como la atención médica o las finanzas. Un estudio realizado por la Universidad de Columbia Británica descubrió que solo del 20 al 25% de los estudiantes de informática de todos los colegios y universidades canadienses son mujeres. Además, solo aproximadamente 1 de cada 5 de ese porcentaje se graduará de esos programas.
Estadísticamente, las mujeres tienen menos probabilidades de elegir un programa de CTIM, independientemente de su habilidad matemática. Los hombres jóvenes con calificaciones más bajas en matemáticas tienen más probabilidades de seguir campos de CTIM que sus pares identificados por mujeres con calificaciones más altas en matemáticas.

### Oceanía

#### Australia
Australia ha realizado recientemente intentos significativos para promover la participación de las mujeres en las disciplinas de CTIM, incluida la formación de Mujeres en CTIM Australia en 2014, una organización sin fines de lucro cuyo objetivo es conectar a las mujeres en las disciplinas de CTIM en una red coherente. Del mismo modo, el directorio STEM Women se ha establecido para promover la equidad de género al mostrar la diversidad de talentos en las mujeres australianas en los campos de CTIM. En 2015, se inició SAGE (Science in Australia Gender Equity) como una empresa conjunta de la Academia Australiana de Ciencia y la Academia Australiana de Tecnología e Ingeniería . El programa tiene la tarea de implementar un piloto del marco de acreditación Athena SWAN dentro de las instituciones de educación superior de Australia. 

## Representación insuficiente en premios y concursos de CTIM
En términos de los premios más prestigiosos en los campos de CTIM, se han otorgado menos a mujeres que a hombres. Entre 1901 y 2017, la proporción femenina: total de premios Nobel fue de 2:207 para física, 4:178 para química, 12:214 para fisiología / medicina y 1:79 para ciencias económicas. Las proporciones para otros campos fueron 14:114 en literatura y 16:104 para la paz. Maryam Mirzakhani fue la primera mujer y la primera iraní en recibir la Medalla Fields en 2014. La Medalla Fields, es uno de los premios más prestigiosos en matemáticas, y ha sido otorgado 56 veces en total. 
Menos mujeres estudiantes participan en prestigiosas competencias relacionadas con CTIM, como la Olimpiada Internacional de Matemáticas. En 2017, solo el 10% de los participantes de la OIM eran mujeres y había solo una mujer en el equipo ganador de Corea del Sur de seis.

## Avances recientes en tecnología

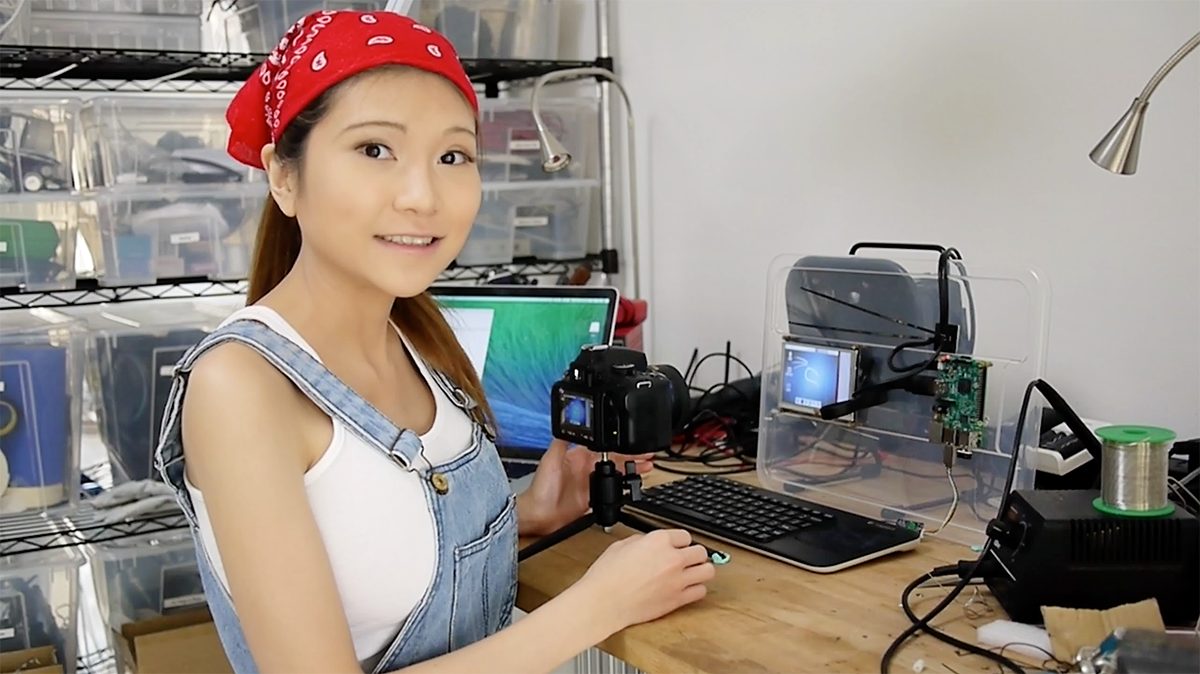
Naomi Wu demostrando cómo configurar un Raspberry Pi 2.

Con la ubicuidad de las computadoras en la vida cotidiana, ambos géneros han adquirido habilidades, competencias y confianza en el uso de una variedad de herramientas tecnológicas, móviles y de aplicaciones para uso personal, educativo y profesional a nivel de escuela secundaria.Pero la brecha aún persiste cuando se trata de la inscripción de niñas en clases de informática, que disminuye desde los grados 10 a 12. En programas de educación superior en tecnología de la información y comunicaciones, las mujeres representan solo el 3% de los graduados a nivel mundial.
Una revisión de las solicitudes de patentes en el Reino Unido, en 2016, encontró que la proporción de nuevas invenciones registradas por mujeres estaba aumentando, pero que la mayoría de las inventoras estaban activas en campos estereotípicamente femeninos como "diseño de sujetadores y maquillaje". El 94% de las invenciones en el campo de la informática, el 96% en aplicaciones automotrices y de minería, y el 99% en explosivos y municiones, fueron realizadas por hombres. En 2016, Rusia tuvo el mayor porcentaje de patentes presentadas por mujeres, con aproximadamente el 16%. En 2019, la Oficina de Patentes y Marcas Registradas de los Estados Unidos emitió un informe que mostraba que la proporción de inventoras femeninas listadas en patentes estadounidenses había aumentado recientemente a alrededor del 17%.

## Explicaciones para la baja representación de las mujeres
Hay una variedad de razones propuestas para el número relativamente bajo de mujeres en los campos de CTIM. Estos pueden clasificarse ampliamente en explicaciones sociales, psicológicas e innatas. Sin embargo, las explicaciones no se limitan necesariamente a solo una de estas categorías. 

### Sociales

#### Discriminación
Esta filtración puede deberse a la discriminación, tanto abierta como encubierta, que enfrentan las mujeres en los campos de CTIM. Según Schiebinger, las mujeres tienen el doble de probabilidades de dejar sus trabajos en ciencia e ingeniería que los hombres. : 33  En la década de 1980, los investigadores demostraron un sesgo evaluativo general contra las mujeres.
En un estudio de 2012, se enviaron solicitudes por correo electrónico para reunirse con profesores en programas de doctorado en las principales 260 universidades de EE. UU. Era imposible determinar si alguna persona en particular en este estudio exhibía discriminación, ya que cada participante solo veía una solicitud de un posible estudiante graduado. Sin embargo, los investigadores encontraron evidencia de discriminación contra las minorías étnicas y las mujeres en relación con los hombres caucásicos. En otro estudio, se envió a la facultad de ciencias los materiales del estudiante que solicitaba un puesto de gerente de laboratorio en su universidad. Los materiales fueron los mismos para cada participante, pero a cada aplicación se le asignó aleatoriamente un nombre masculino o femenino. Los investigadores encontraron que los miembros de la facultad calificaron a los candidatos masculinos como más competentes y más deseables que las candidatas femeninas, a pesar de que las solicitudes eran idénticas. Si las personas reciben información sobre el género de un posible estudiante, pueden inferir que él o ella posee rasgos consistentes con los estereotipos para ese género. Un estudio realizado en 2014 encontró que los hombres son favorecidos en algunos dominios, como las tasas de tenencia en biología, pero que la mayoría de los dominios eran justos de género. Los autores interpretaron esto para sugerir que la representación insuficiente de las mujeres en los rangos de los profesores no fue causada únicamente por la contratación, promoción y remuneración sexista.

#### Estereotipos
Los estereotipos sobre cómo debería verse y actuar alguien en un campo de CTIM pueden hacer que los miembros establecidos de estos campos pasen por alto a las personas que son altamente competentes. El científico o individuo estereotípico en una profesión de CTIM generalmente se piensa que es hombre. Es posible que las mujeres en los campos de CTIM no se ajusten a la concepción individual de cómo debería ser un científico, ingeniero o matemático y, por lo tanto, pueden pasarse por alto o penalizarse. La Teoría del prejuicio de congruencia de roles establece que la incongruencia percibida entre el género y un rol u ocupación particular puede resultar en evaluaciones negativas. Además, los estereotipos negativos sobre las capacidades cuantitativas de las mujeres pueden llevar a las personas a devaluar su trabajo o desalentar a estas mujeres a continuar en los campos de CTIM.
Tanto los hombres como las mujeres que trabajan en ocupaciones "no tradicionales" pueden sufrir discriminación, pero las formas y consecuencias de esta discriminación son diferentes. A menudo se percibe que las personas de un género en particular se adaptan mejor a carreras o áreas de estudio particulares que las del otro género. Un estudio encontró que los anuncios de empleo para carreras dominadas por hombres tendían a usar palabras más antiguas (o palabras que denotan agencia, como "líder" y "orientado a objetivos") asociadas con estereotipos masculinos. La teoría del papel social, propuesta en 1991, establece que se espera que los hombres muestren cualidades de agencia y las mujeres exhiban cualidades comunales. Estas expectativas pueden influir en las decisiones de contratación.
Existe evidencia histórica de que las mujeres acuden a ocupaciones identificadas por los hombres una vez que las oportunidades están disponibles. Por otro lado, los ejemplos de ocupaciones que cambian de predominantemente femenino a predominantemente masculino son muy raros en la historia humana. Los pocos casos existentes, como la medicina, sugieren que la redefinición de las ocupaciones como masculina es necesaria antes de que los hombres consideren unirse a ellas.
Aunque los hombres en ocupaciones dominadas por mujeres pueden lidiar con estereotipos negativos sobre su masculinidad, también pueden experimentar ciertos beneficios. En 1992 se sugirió que las mujeres en ocupaciones dominadas por hombres tendían a golpear un techo de cristal; mientras que los hombres en ocupaciones dominadas por mujeres pueden golpear una "escalera mecánica de vidrio". Si bien el techo de vidrio puede dificultar que las mujeres y las minorías lleguen a la cima de una ocupación, la "escalera mecánica de vidrio" permite a los hombres sobresalir en una profesión dominada por mujeres. 

#### Efecto oveja negra
El efecto oveja negra ocurre cuando es probable que las personas evalúen a los miembros de su grupo de manera más favorable que los miembros de su grupo externo cuando esos miembros están altamente calificados. Sin embargo, cuando los miembros del grupo de un individuo tienen cualidades promedio o inferiores al promedio, es probable que él o ella los evalúe mucho más bajo que los miembros del grupo externo con calificaciones equivalentes. Esto sugiere que las mujeres establecidas en los campos de CTIM serán más propensas que los hombres establecidos a ayudar a las mujeres de carrera temprana que muestran calificaciones suficientes. Sin embargo, las mujeres establecidas serán menos propensas que los hombres a ayudar a las mujeres de carrera temprana que muestran calificaciones insuficientes. 

#### Efecto abeja reina
El efecto abeja reina es similar al efecto oveja negra pero se aplica solo a las mujeres. Explica por qué las mujeres de estatus superior, particularmente en profesiones dominadas por hombres, en realidad pueden ser mucho menos propensas a ayudar a otras mujeres que sus colegas varones. Un estudio de 2004 encontró que, si bien los estudiantes de doctorado en varias disciplinas diferentes no exhibían diferencias de género en el compromiso o la satisfacción laboral, los miembros de la facultad de la misma universidad creían que las estudiantes estaban menos comprometidas con su trabajo que los estudiantes varones.  Lo que fue particularmente sorprendente fue que estas creencias de los miembros de la facultad fueron respaldadas con mayor fuerza por las mujeres que por los hombres.  Una posible explicación de este hallazgo es que la movilidad individual de un miembro de un grupo con estereotipos negativos a menudo se acompaña de un distanciamiento social y psicológico de uno mismo del grupo. Esto implica que las mujeres exitosas en carreras tradicionalmente dominadas por hombres no ven su éxito como evidencia de que los estereotipos negativos sobre las capacidades cuantitativas y analíticas de las mujeres son erróneas, sino más bien como prueba de que personalmente son excepciones a la regla. Por lo tanto, esas mujeres pueden desempeñar un papel en perpetuar, en lugar de abolir, estos estereotipos negativos. 

#### Tutoría
En los campos de CTIM, el apoyo y el aliento de un mentor pueden marcar una gran diferencia en las decisiones de las mujeres de seguir o no una carrera en su disciplina. Esto puede ser particularmente cierto para las personas más jóvenes que pueden enfrentar muchos obstáculos al principio de sus carreras. Dado que estas personas más jóvenes a menudo buscan ayuda y orientación para aquellos que están más establecidos en su disciplina, la capacidad de respuesta y la ayuda de los mentores potenciales es increíblemente importante. Hay muchos programas de tutoría emergentes.  

#### Falta de apoyo
Las mujeres en CTIM pueden irse por no ser invitadas a reuniones profesionales, el uso de estándares sexualmente discriminatorios contra las mujeres, condiciones de trabajo inflexibles, la necesidad percibida de ocultar embarazos y la lucha por equilibrar la familia y el trabajo. Las mujeres en los campos de CTIM que tienen hijos necesitan cuidado infantil o tomar una larga licencia. Cuando una familia nuclear no puede pagar el cuidado de niños, generalmente es la madre la que abandona su carrera para quedarse en casa con los niños. Esto se debe en parte a que a las mujeres se les paga estadísticamente menos en sus carreras. El hombre gana más dinero, entonces el hombre va a trabajar y la mujer abandona su carrera. El permiso de maternidad es otro problema que enfrentan las mujeres en los campos de CTIM.  
Si una nueva madre no tiene apoyo financiero externo o ahorros, es posible que no pueda tomar su licencia de maternidad completa. Pocas compañías permiten que los hombres tomen licencia de paternidad y puede ser más corta que la licencia de maternidad de las mujeres. Los permisos de paternidad más largos para los hombres podrían permitir que las mujeres vuelvan a trabajar mientras sus parejas se quedan en casa con los niños. 

#### Acoso
En 1993, The New England Journal of Medicine indicó que las tres cuartas partes de las estudiantes y residentes fueron acosadas al menos una vez durante su formación médica. : 51 

#### Falta de modelos a seguir
En la educación en ingeniería y ciencias, las mujeres representaban casi el 50 por ciento de los trabajos de profesoras e instructoras no titulares, pero solo el 10 por ciento de los profesores titulares o titulares en 1996. Además, el número de jefas de departamento femeninas en las escuelas de medicina no cambió de 1976 a 1996. Las mujeres que llegan a puestos destacado pueden carecer del apoyo de sus colegas y pueden enfrentar el antagonismo de sus compañeros y supervisores.
La investigación ha sugerido que la falta de interés de las mujeres puede deberse en parte a los estereotipos sobre los empleados y los lugares de trabajo en los campos de CTIM, a los cuales los estereotipos responden de manera desproporcionada.

#### Agrupamiento y tubería con fugas
A principios de la década de 1980, Rossiter presentó el concepto de "segregación territorial" o segregación ocupacional, que es la idea de que las mujeres "se agrupan" en ciertos campos de estudio. : 34  Por ejemplo, "es más probable que las mujeres enseñen e investiguen en humanidades y ciencias sociales que en ciencias naturales e ingeniería",  : 34  y la mayoría de las mujeres universitarias tienden a elegir especialidades como psicología, educación, idiomas, artes escénicas y enfermería.  
Rossiter también usó la "segregación jerárquica" como una explicación para el bajo número de mujeres en los campos de CTIM.   Ella describe la "segregación jerárquica" como una disminución en el número de mujeres a medida que una "sube en la escalera del poder y el prestigio". : 33  Esto está relacionado con el concepto de tubería de CTIM con fugas. La metáfora de la tubería con fugas se ha utilizado para describir cómo las mujeres abandonan los campos de CTIM en todas las etapas de sus carreras.  

### Psicológicas

#### Falta de interés
Un metaanálisis concluyó que los hombres prefieren trabajar con cosas y las mujeres prefieren trabajar con personas. Cuando los intereses se clasificaron por tipo RIASEC (realista, investigativo, artístico, social, emprendedor, convencional), los hombres mostraron intereses realistas e investigativos más fuertes, y las mujeres mostraron intereses artísticos, sociales y convencionales más fuertes. También se encontraron diferencias de sexo que favorecen a los hombres para medidas más específicas de intereses de ingeniería, ciencia y matemáticas.
En un estudio de entrevista de 3 años, Seymour y Hewitt (1997) descubrieron que las percepciones de que las especialidades académicas que no son de CTIM ofrecían mejores opciones de educación y se ajustaban mejor a sus intereses eran la razón más común (46%) proporcionada por las estudiantes para cambiar las especialidades de CTIM áreas a áreas no CTIM. La segunda razón más frecuentemente citada para cambiar a áreas que no son de CTIM fue una pérdida de interés en las carreras de CTIM elegidas por las mujeres. Además, el 38% de las estudiantes que permanecieron en las carreras de CTIM expresaron su preocupación de que hubiera otras áreas académicas que pudieran ser más adecuadas para sus intereses. La encuesta de Preston (2004) a 1,688 personas que habían abandonado las ciencias también mostró que el 30 por ciento de las mujeres respaldaba "otros campos más interesantes" como su razón para irse.
Investigaciones recientes revelan un fenómeno interesante que se ha llamado la paradoja de la igualdad de género: cuanto más sociedades son iguales en género, menos iguales son en las elecciones que hacen hombres y mujeres con respecto a los campos de CTIM (Ciencia, Tecnología, Ingeniería, Matemáticas) educación y carreras. Las razones de este fenómeno ahora bien establecido siguen siendo un tema de especulación.

#### Falta de confianza
Según AN Pell, la tubería tiene varias filtraciones importantes que abarcan desde la escuela primaria hasta la jubilación. Uno de los períodos más importantes es la adolescencia. Uno de los factores detrás de la falta de confianza de las niñas podrían ser los maestros no calificados o ineficaces. Las percepciones de género de los docentes sobre las capacidades de sus alumnos pueden crear un ambiente de aprendizaje desequilibrado y disuadir a las niñas de seguir estudiando de CTIM. También pueden transmitir estas creencias estereotipadas a sus alumnos. Los estudios también han demostrado que las interacciones entre estudiantes y maestros afectan el compromiso de las niñas con CTIM. Los maestros a menudo les dan a los niños más oportunidades para encontrar la solución a un problema por sí mismos mientras les dicen a las niñas que sigan las reglas. : 56  También es más probable que los maestros acepten preguntas de los niños mientras les dicen a las niñas que esperen sus turnos.  Esto se debe en parte a las expectativas de género de que los niños serán activos pero que las niñas serán calladas y obedientes. Antes de 1985, las niñas tenían menos oportunidades de laboratorio que los niños.  En la escuela media y secundaria, los cursos de ciencias, matemáticas, mecánica y computación son impartidos principalmente por estudiantes varones y también suelen ser impartidos por profesores varones. La falta de oportunidades en los campos de CTIM podría conducir a una pérdida de autoestima en las habilidades de matemáticas y ciencias, y una baja autoestima podría evitar que las personas ingresen a los campos de ciencias y matemáticas.  
Un estudio encontró que las mujeres se alejan de los campos de CTIM porque creen que no están calificadas para ellas; El estudio sugirió que esto podría solucionarse alentando a las niñas a participar en más clases de matemáticas. De los estudiantes con intención de CTIM, el 35% de las mujeres declararon que su razón para dejar el cálculo se debió a la falta de comprensión del material, mientras que solo el 14% de los hombres dijeron lo mismo. El estudio informa que esta diferencia en la razón para dejar el cálculo se cree que se desarrolla a partir del bajo nivel de confianza de las mujeres en su capacidad, y no en la habilidad real. Este estudio continúa estableciendo que las mujeres y los hombres tienen diferentes niveles de confianza en su capacidad y que la confianza está relacionada con la forma en que el desempeño del individuo en los campos de CTIM. En otro estudio se vio que cuando se les pedía a hombres y mujeres con la misma habilidad matemática que calificaran su propia habilidad, las mujeres calificarían su propia habilidad a un nivel mucho más bajo. Los programas con el propósito de reducir la ansiedad en matemáticas o aumentar la confianza tienen un impacto positivo en las mujeres que continúan su carrera en el campo de CTIM.
El tema de la confianza no solo puede evitar que las mujeres ingresen a los campos de CTIM, sino que incluso las mujeres en cursos de nivel superior con mayor habilidad se ven más fuertemente afectadas por el estereotipo de que ellas (por naturaleza) no poseen una habilidad innata para tener éxito. Esto puede causar un efecto negativo en la confianza de las mujeres a pesar de pasar por cursos diseñados para filtrar a los estudiantes fuera del campo. Ser crónicamente superado en número y subestimado puede alimentar sentimientos de síndrome de impostor reportados por muchas mujeres en el campo STEAM.

#### La amenaza del estereotipo
La amenaza de estereotipo surge del temor de que las acciones de uno confirmen un estereotipo negativo sobre el grupo. Este miedo crea estrés adicional, consume valiosos recursos cognitivos y reduce el rendimiento de la tarea en el dominio amenazado. Los individuos son susceptibles a la amenaza de estereotipos siempre que sean evaluados en un dominio para el cual se percibe un estereotipo negativo sobre un grupo al que pertenecen. La amenaza de estereotipo socava el rendimiento académico de las mujeres y las niñas en matemáticas y ciencias, lo que lleva a una subestimación de las habilidades en estas materias por las medidas estándar de rendimiento académico. Las personas que se identifican fuertemente con un área determinada (por ejemplo, matemáticas) tienen más probabilidades de que su desempeño en esa área se vea obstaculizado por la amenaza de estereotipos que aquellos que se identifican con menos fuerza con el área.  Esto significa que incluso los estudiantes altamente motivados de los grupos estereotipados negativamente pueden verse afectados negativamente por la amenaza estereotipada y, por lo tanto, pueden desconectarse del dominio estereotipado.  Los estereotipos negativos sobre las capacidades de las niñas en matemáticas y ciencias reducen drásticamente su rendimiento en los cursos de matemáticas y ciencias, así como su interés en seguir una carrera de CTIM. Los estudios han encontrado que las diferencias de género en el rendimiento desaparecen si se les dice a los estudiantes que no hay diferencias de género en un examen de matemáticas en particular.  Esto indica que el entorno de aprendizaje puede tener un gran impacto en el éxito de un curso. 
La amenaza de estereotipo ha sido criticada sobre una base teórica. Varios intentos de replicar su evidencia experimental han fallado. Se ha sugerido que los resultados en apoyo del concepto son producto del sesgo de publicación.
Se realizó un estudio para determinar cómo las amenazas de estereotipos y la identificación matemática pueden afectar a las mujeres que se especializan en un campo relacionado con CTIM. Hubo tres situaciones diferentes, diseñadas para probar el impacto del estereotipo en el rendimiento en matemáticas. Se informó a un grupo de mujeres que los hombres habían superado previamente a las mujeres en la misma prueba de cálculo que estaban a punto de realizar. Al siguiente grupo se le dijo que hombres y mujeres habían actuado al mismo nivel. Al último grupo no se le dijo nada sobre cómo se habían desempeñado los hombres y no se mencionó el género antes de tomar su examen. Fuera de estas situaciones, las mujeres obtuvieron sus mejores puntajes cuando no se mencionaba el género. Las peores puntuaciones fueron de la situación en la que a las mujeres se les dijo que los hombres habían tenido un mejor desempeño que las mujeres. Para que las mujeres sigan el campo dominado por los hombres de CTIM, investigaciones anteriores muestran que deben tener más confianza en las habilidades de matemáticas / ciencias.

### Habilidad innata versus habilidad aprendida
Algunos estudios proponen la explicación de que tanto los profesores como los alumnos consideran que los campos de CTIM (y especialmente los campos como la física, las matemáticas y la filosofía) requieren más talento innato que habilidades que se pueden aprender. Combinado con una tendencia a ver a las mujeres con menos habilidades innatas requeridas, los investigadores proponen que esto puede resultar en evaluar a las mujeres como menos calificadas para puestos de CTIM. En un estudio realizado por Ellis, Fosdick y Rasmussen, se concluyó que sin fuertes habilidades en cálculo, las mujeres no pueden desempeñarse tan bien como sus homólogos masculinos en ningún campo de CTIM, lo que lleva a que menos mujeres sigan una carrera en estos campos. Un alto porcentaje de mujeres que siguen una carrera en CTIM no continúan en este camino después de tomar Cálculo I, que se encontró que era una clase que elimina a los estudiantes del camino CTIM.  
Ha habido varias declaraciones controvertidas sobre la habilidad innata y el éxito en CTIM. Algunos ejemplos notables incluyen Lawrence Summers, expresidente de la Universidad de Harvard, quien sugirió que la capacidad cognitiva en posiciones de alto nivel podría causar una diferencia en la población. Summers luego renunció como presidente. El ex ingeniero de Google, James Damore, escribió un memorando titulado Ideological Echo Chamber de Google sugiriendo que las diferencias en la distribución de rasgos entre hombres y mujeres era una razón para el desequilibrio de género en CTIM. El memorando declaró que la acción afirmativa para reducir la brecha podría discriminar a los candidatos masculinos altamente calificados. Damore fue despedido por enviar este memo.

### Ventaja comparativa
Un estudio de 2019 realizado por dos economistas de París sugiere que la subrepresentación de las mujeres en los campos de CTIM podría ser el resultado de una ventaja comparativa, causada no por el rendimiento 10% menor de las niñas en las pruebas de matemáticas, sino por su rendimiento de lectura muy superior, que, cuando se toman juntas con su rendimiento matemático, resulta en casi una desviación estándar mejor rendimiento general que los niños, lo que se teoriza para hacer que las mujeres sean más propensas a estudiar materias relacionadas con las humanidades que las relacionadas con las matemáticas.
La brecha de género actual, sin embargo, se considera ampliamente como económicamente ineficiente en general.

## Estrategias para aumentar la representación de las mujeres

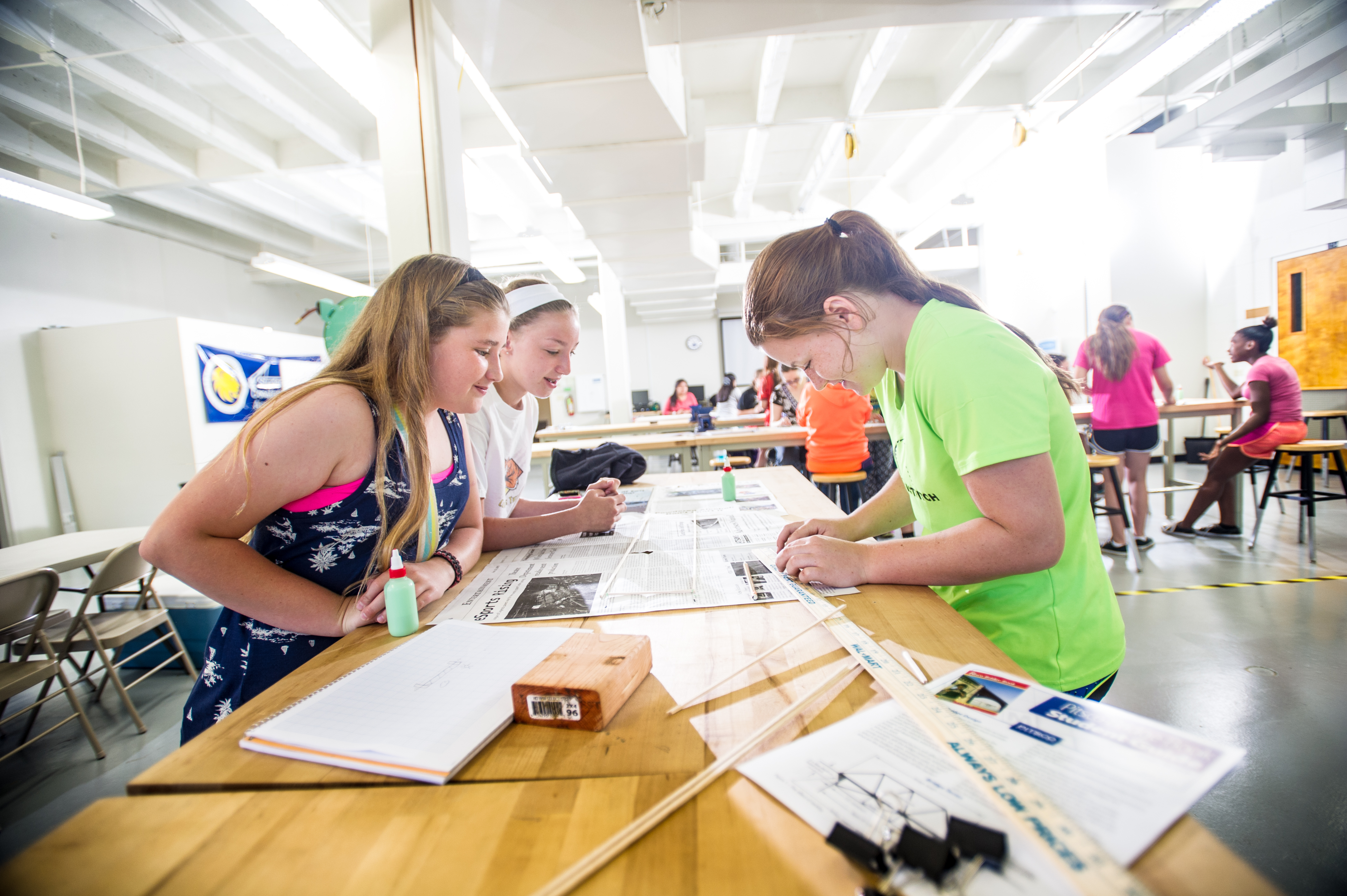
El CMS Girls Engineering Camp en Texas A&M University – Commerce, en junio de 2015

Hay una multitud de factores que pueden explicar la baja representación de las mujeres en las carreras de CTIM. Anne-Marie Slaughter, la primera mujer en ocupar el cargo de Directora de Planificación de Políticas para el Departamento de Estado de los Estados Unidos, recientemente sugirió algunas estrategias al entorno corporativo y político para ayudar a las mujeres a cumplir lo mejor que puedan. los muchos roles y responsabilidades que asumen. El entorno académico y de investigación para las mujeres puede beneficiarse aplicando algunas de las sugerencias que ha hecho para ayudar a las mujeres a sobresalir, manteniendo un equilibrio entre el trabajo y la vida. 

### Intervenciones sociopsicológicas
Varios investigadores han probado intervenciones para aliviar la amenaza de estereotipo para las mujeres en situaciones en las que se evalúan sus habilidades matemáticas y científicas. La esperanza es que al combatir la amenaza de estereotipo, estas intervenciones impulsarán el desempeño de las mujeres, alentando a un mayor número de ellas a persistir en las carreras de CTIM. 
Una intervención simple es simplemente educar a las personas sobre la existencia de la amenaza de estereotipo. Los investigadores descubrieron que las mujeres a las que se les enseñó sobre la amenaza de estereotipo y cómo podría afectar negativamente el rendimiento de las mujeres en matemáticas se desempeñaron tan bien como los hombres en una prueba de matemáticas, incluso cuando se indujo la amenaza de estereotipo. Estas mujeres también se desempeñaron mejor que las mujeres a las que no se les enseñó sobre la amenaza de estereotipo antes de tomar el examen de matemáticas.

#### Modelos a seguir
Uno de los métodos propuestos para aliviar la amenaza de estereotipo es mediante la introducción de modelos a seguir. Un estudio encontró que las mujeres que tomaron una prueba de matemáticas administrada por un experimentador femenino no sufrieron una caída en el rendimiento en comparación con las mujeres cuya prueba fue administrada por un experimentador masculino. Además, estos investigadores descubrieron que no era la presencia física de la mujer experimentadora, sino más bien aprender acerca de su aparente competencia en matemáticas lo que protegía a los participantes contra la amenaza de estereotipo.  Los hallazgos de otro estudio sugieren que los modelos a seguir no necesariamente tienen que ser personas con autoridad o estatus alto, sino que también se pueden extraer de grupos de pares. Este estudio encontró que las niñas en grupos del mismo género se desempeñaron mejor en una tarea que midió las habilidades matemáticas que las niñas en grupos de género mixto. Esto se debió al hecho de que las niñas en los grupos del mismo género tenían un mayor acceso a modelos positivos a seguir, en la forma de sus compañeras de clase que sobresalían en matemáticas, que las niñas en los grupos de género mixto.  Del mismo modo, otro experimento demostró que lograr logros destacados en los grupos ayudó a proteger a las mujeres contra la amenaza de estereotipo. Las participantes femeninas que leyeron sobre mujeres exitosas, a pesar de que estos éxitos no estaban directamente relacionados con el rendimiento en matemáticas, obtuvieron mejores resultados en una prueba de matemáticas posterior que las participantes que leyeron sobre corporaciones exitosas en lugar de mujeres exitosas. Un estudio que investigó el papel de las imágenes de los libros de texto en el desempeño científico descubrió que las mujeres demostraron una mejor comprensión de un pasaje de una lección de química cuando el texto iba acompañado de una imagen contra-estereotípica (es decir, de una mujer científica) que cuando el texto iba acompañado de Una imagen estereotípica (es decir, de un científico masculino). Otros académicos distinguen entre los desafíos del reclutamiento y la retención para aumentar la participación de las mujeres en los campos de CTIM. Estos investigadores sugieren que aunque los modelos a seguir femeninos y masculinos pueden ser efectivos en el reclutamiento de mujeres para los campos de CTIM, los modelos femeninos son más efectivos para promover la retención de mujeres en estos campos. Las maestras también pueden actuar como modelos a seguir para las niñas. Los informes han demostrado que la presencia de maestras influye positivamente en la percepción de las niñas sobre CTIM y aumenta su interés en las carreras de CTIM.

#### Autoafirmación
Los investigadores han investigado la utilidad de la autoafirmación para aliviar la amenaza de estereotipo. Un estudio encontró que las mujeres que afirmaron un valor personal antes de experimentar una amenaza de estereotipo se desempeñaron tan bien en una prueba de matemáticas como los hombres y como mujeres que no experimentaron la amenaza de estereotipo. Un estudio posterior encontró que un breve ejercicio de escritura en el que los estudiantes universitarios, que se inscribieron en un curso introductorio de física, escribieron sobre sus valores más importantes, disminuyó sustancialmente la brecha de rendimiento de género y aumentó las calificaciones de las mujeres. Los académicos creen que la efectividad de tales ejercicios de afirmación de valores es su capacidad para ayudar a las personas a verse a sí mismas como personas complejas, en lugar de a través de la lente de un estereotipo dañino. Para respaldar esta hipótesis, otro estudio encontró que las mujeres que fueron alentadas a dibujar mapas de autoconcepto con muchos nodos no experimentaron una disminución del rendimiento en una prueba de matemáticas. Sin embargo, las mujeres que no dibujaron mapas de autoconcepto o solo dibujaron mapas con algunos nodos tuvieron un desempeño significativamente peor que los hombres en la prueba de matemáticas.  El efecto de estos mapas con muchos nodos fue recordarles a las mujeres sus "múltiples roles e identidades", que no estaban relacionados con su desempeño en la prueba de matemáticas y que, por lo tanto, no se verían perjudicados por ellos.  

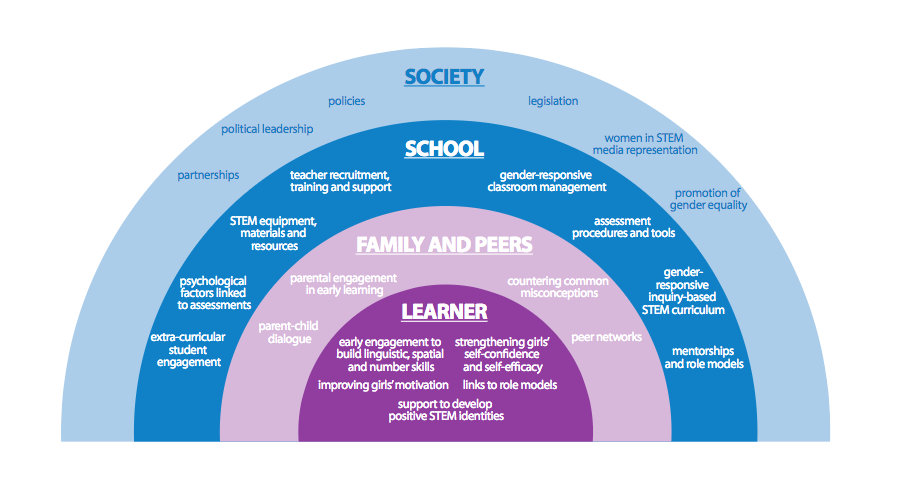
Estrategias para aumentar el interés de mujeres y niñas en CTIM.

### Esfuerzos organizados
Organizaciones como Girls Who Code, StemBox, Blossom, Engineer Girl, Girls Can Code en Afganistán, @IndianGirlsCode y Kode with Klossy (encabezado por la supermodelo Karlie Kloss) tienen como objetivo alentar a las mujeres y las niñas a explorar campos de CTIM dominados por hombres. Muchas de estas organizaciones ofrecen programas de verano y becas para niñas interesadas en los campos de CTIM. El gobierno de los Estados Unidos ha financiado esfuerzos similares; La Oficina de Asuntos Educativos y Culturales del Departamento de Estado creó TechGirls y TechWomen, programas de intercambio que enseñan a niñas y mujeres de Oriente Medio y África del Norte habilidades valiosas en los campos de CTIM y las alientan a seguir carreras de CTIM. También está la Iniciativa TeachHer, encabezada por la UNESCO, la primera dama de Costa Rica, Mercedes Peñas Domingo y la Dra. Jill Biden, cuyo objetivo es cerrar la brecha de género en los currículos y carreras de STEAM. La Iniciativa también enfatiza la importancia de las actividades después de la escuela y los clubes para niñas.
Las campañas actuales para aumentar la participación de las mujeres en los campos de CTIM incluyen WISE del Reino Unido, así como programas de tutoría, como la iniciativa Million Women Mentors que conecta a niñas y mujeres jóvenes con mentores de STEM, GlamSci, y #InspireHerMind de Verizon. La Oficina de Política de Ciencia y Tecnología de los Estados Unidos durante la administración de Obama colaboró con el Consejo de la Casa Blanca sobre Mujeres y Niñas para aumentar la participación de mujeres y niñas en los campos STEM junto con la campaña "Educar para innovar".
En agosto de 2019, la Universidad Tecnológica de Sídney anunció que las mujeres que soliciten ingreso a la Facultad de Ingeniería y Tecnología de la Información, y que obtengan un título de gestión de proyectos de construcción en la Facultad de Diseño, Arquitectura y Construcción, deberán tener un Nivel mínimo de admisión terciaria australiana eso es diez puntos más bajo que el requerido para los estudiantes varones.